# Fran Bošnjaković
Fran Bošnjaković (Zagreb, 12 de janeiro de 1902 – Stuttgart, 1 de outubro de 1993) foi um físico croata, que pesquisou principalmente sobre termodinâmica técnica.

## Carreira
Filho do químico e empresário (1865–1907), estudou a partir de 1919 construção naval e engenharia mecânica na Universidade Técnica de Zagreb (TH Zagreb), onde foi aluno de, dentre outros, Stephen Timoshenko e Leopold Sorta (1891–1956). Em 1922 foi para a Universidade Técnica de Dresden (TH Dresden), onde também trabalhou Leopold Carl Friedrich Merkel. De 1926 a 1928 foi assistente na TH Zagreb. Em 1928 obteve um doutorado na TH Dresden, com a tese Brennstoffanalyse mit Bombe, Manometer und Orsatapparat. Foi depois até 1933 wissenschaftlicher Mitarbeiter de Richard Mollier, com quem obteve em 1931 a habilitação com o trabalho Stoff- und Wärmeaustausch zwischen Dampf und Flüssigkeit.
Em 1933 foi professor na Universidade de Belgrado e em 1936 professor na Universidade de Zagreb. 
Casou em 1935 em Belgrado com Zlata Luburic, com quem teve os filhos Srećko Bošnjaković (1937–2014; engenheiro) e Branko Bošnjaković.
De 1942 a 1945 foi presidente da Associação Croata de Engenharia. Em 1945 foi repetidamente preso pelos comunistas e condenado a trabalhos forçados. Na primavera de 1947 foi reabilitado e nomeado reitor da Universidade de Zagreb em 1951/1952.
Em 1953 a Universidade Técnbica de Braunschweig nomeou-o professor (como sucessor de Ernst Schmidt) de termodinâmica (Instituto de Engenharia Térmica e Laboratório de Máquinas). Foi eleito presidente do comitê de pesquisa de calor da Verein Deutscher Ingenieure (VDI).
De 1961 a 1968 foi professor de termodinâmica na Universidade Técnica de Stuttgart. Seus alunos de Braunschweig Wolfgang Springe (1925-1996), Klaus Winkler (nascido em 1930 em Bennungen) e Klaus-Jürgen Mundo (1929-2016) o seguiram; também foram para lá Tarit Kumar Bose (* 1938), Klaus Penski (* 1931), Johann Algermissen (1928-2007), Hans Beer (* 1932) e Knoche. Em 1 de abril de 1961 fundou o Institut für Thermodynamik der Flugtriebwerke inicialmente em uma cabana de madeira.

## Trabalho
Franjo Bošnjaković deu sequência aos trabalhos de Rudolf Plank bem como de Mollier e Adolph Nägel em processos de combustão e parâmetros de combustível. Interessava-lhe cultivar bolhas de vapor, frequência de formação de bolhas e sua taxa de aumento. Na década de 1920 realizou pesquisas com Merkel sobre misturas de substâncias duplas. Como George Hartley Bryan, enfatizou o conceito de energia disponível para aplicações técnicas desde 1938 e demonstrou isso com muitos exemplos. Seu ex-colega de cela Zoran Rant (que lidou com o Processo Solvay) generalizou essas considerações e introduziu a partir de 1953 os termos exergia (para habilidade de trabalho técnico) e anergia, que formulam afirmações claras e memoráveis da Segunda lei da termodinâmica.
Recebeu a Medalha Grashof de 1969.

## Publicações
- Verdampfung und Flüssigkeitsüberhitzung; 1930
- com F. Merkel: Diagramme und Tabellen zur Berechnung der Absorptions-Kältemaschinen; 1930
- Kampf den Nichtumkehrbarkeiten; In: Archiv für Wärmewirtschaft und Dampfkesselwesen. Zeitschrift für Energiewirtschaft, Band 19; 1938
- com Karl Schiebl (Oberingenieur, Nienburg/Saale): Wärmewirtschaft in der Zuckerindustrie; 1939
- Güte von Wärmeanlagen und die Leistungsregeln; 1939
- com M. Viličić, B. Slipčević: Einheitliche Berechnung von Rekuperatoren; 1951
- Maschinenbau; 3 Bände
- Technische Thermodynamik; 2 Teile (com Karl-Friedrich Knoche)
- Nauka o toplini, svezak prvi, drugi i treći
- com U. Renz, P. Burow: Mollier Enthalpy, Entropy Diagram of Water; 1970
- Zur Thermodynamik des Sonnenkollektors; 1981
- Wärmediagramme für Vergasung, Verbrennung und Rußbildung